# Coroieni
Coroieni è un comune della Romania di 2 284 abitanti, ubicato nel distretto di Maramureș, nella regione storica della Transilvania. 
Il comune è formato dall'unione di 5 villaggi: Baba, Coroieni, Dealu Mare, Drăghia, Vălenii Lăpușului.

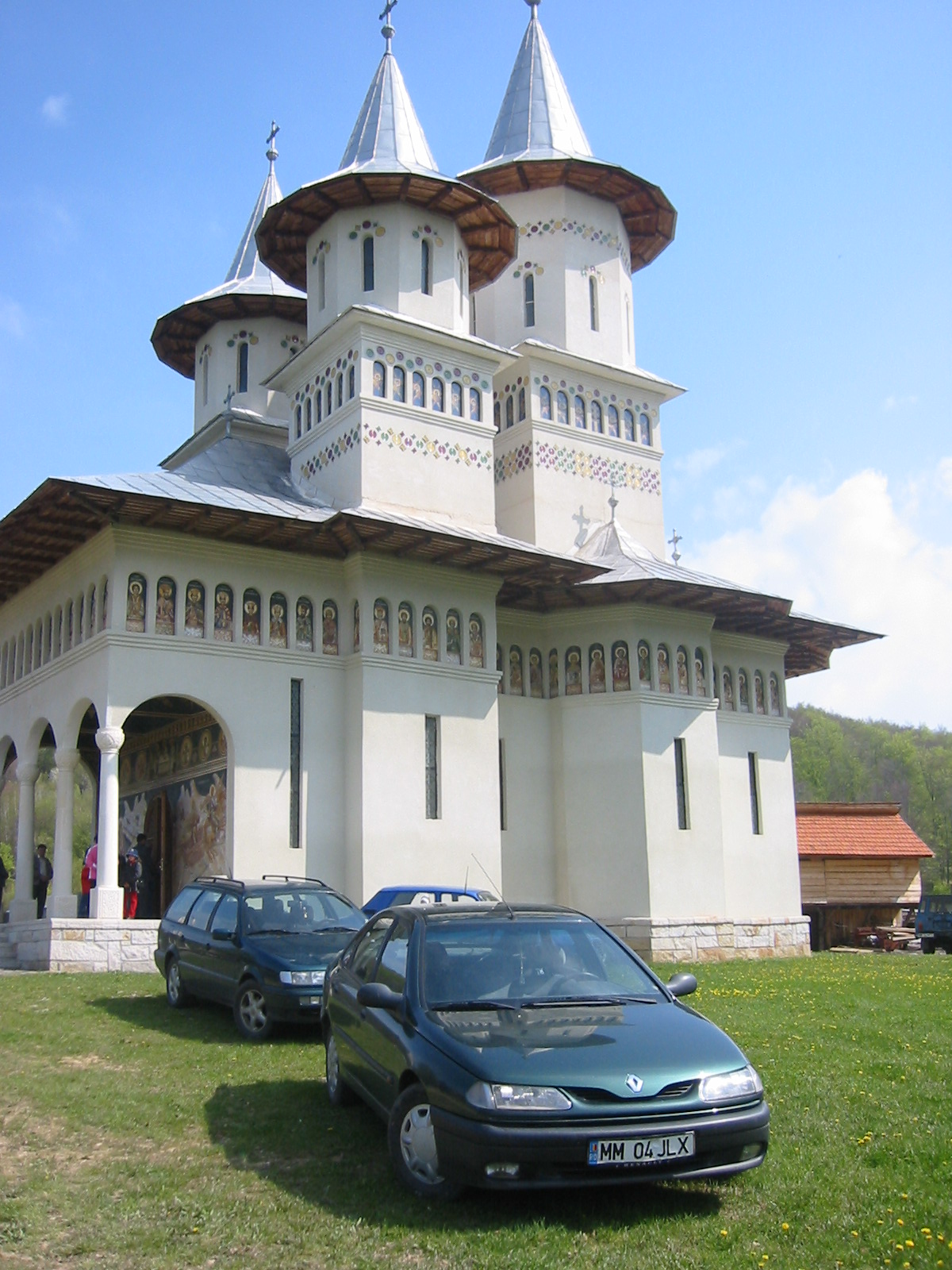
Il Monastero di Dealu Mare